# NGC 7053
NGC 7053 is een compact sterrenstelsel in het sterrenbeeld Pegasus. Het hemelobject werd op 2 september 1863 ontdekt door de Duitse astronoom Albert Marth.

## Synoniemen
- UGC 11727
- IRAS 21188+2252
- MCG 4-50-9
- 2ZW 124
- ZWG 471.8
- NPM1G +22.0620
- PGC 66610